# D251iS
mova D251iS（ムーバ・でぃ に ごー いち アイえす）は、三菱電機製のNTTドコモの第二世代携帯電話(mova)端末である。

## 概要
251iSシリーズでは、P251iSとともに最初に登場。D251iのマイナーチェンジモデルで、基本的な機能を踏襲する。

## 変更点
D251iからの変更点は以下の通り。
- 撮影した静止画をメモリースティックDuoへ直接保存が可能になった。
- 最大20枚までの連続撮影が可能になった。
- 「ノーマルモード」「美白モード」「日焼けモード」「文字モード」「夜景モード」の5種類の撮影モードを搭載。
- 各種コンテンツからのiショット用フレームダウンロードへの対応。フレームは撮影前に選べるようになった。
- サブ画面色数が256色から4096色になった。
- 遠隔ダイヤルロックが追加。

## 歴史
- 2002年11月28日　テレコムエンジニアリングセンターによる技術基準適合証明の工事設計認証（工事設計認証番号01WAA1054）
- 2002年12月4日　 電気通信端末機器審査協会による技術基準適合認定の設計認証（設計認証番号A02-0978JP、J00-0127）
- 2003年1月22日　 ドコモからP251iSと同時に発表。
- 2003年1月24日　 発売。
- 2003年7月1日　　D211i、D251i、D251iS、D504iの4機種に付属していたACアダプタの一部に、発熱してケースが変形する恐れがあるとドコモが発表。
- 2012年3月31日　 movaサービス終了により使用はこの日限りとなる。